# المهامل (ريمة)
المهامل هي إحدى قرى مديرية الجبين بمحافظة ريمة اليمنية، بلغ تعداد سكانها 837 نسمة حسب إحصاء اليمن لعام 2004.